# Seconda battaglia di Novi (1799)
La seconda battaglia di Novi o battaglia di Bosco fu uno scontro che il 24 ottobre 1799 vide contrapposte le forze francesi al comando del generale Saint-Cyr e le forze austriache della divisione del vicemaresciallo Karaczay. Lo scontro avvenne nel contesto della guerra della Seconda coalizione.

## Contesto storico
Le forze francesi di MacDonald e Moreau erano state sconfitte più volte dal maresciallo russo Suvorov e si erano arroccate sulle montagne della Liguria, tentando di mantenere saldo l'accesso alla pianura Padana e sperando di soccorrere presto la fortezza di Tortona, al momento assediata dall'esercito austro-russo, potenzialmente il punto cardine da cui ricominciare la riconquista dell'Italia settentrionale.
Visti gli insuccessi dei mesi precedenti, il Direttorio inviò in Italia due generali giovani ed ambiziosi, sperando che il loro contributo avrebbe rovesciato le sorti della guerra. Joubert giunse dalla Provenza, portando con sé rinforzi e prendendo il comando dell'Armata d'Italia, mentre Championnet preparava la sua Armata delle Alpi a Grenoble.
Joubert, generale intrepido e combattivo, decise di scendere immediatamente in pianura e di occupare la forte posizione difensiva di Novi, in attesa dell'arrivo del suo collega. Gli ufficiali francesi, visto l'avvicinarsi delle truppe di Suvorov rimasero prudenti e decisero di aspettare, cosa che il maresciallo russo non fece: il 15 agosto 1799 le forze austro-russe si scagliarono con forza contro le posizioni francesi a Novi. Il risultato fu di una vittoria decisiva ma sofferta da entrambe le parti, specialmente quella francese: Joubert cadde nelle prime ore della battaglia.

## Antefatti

### La partenza dei russi
Vinto a Novi e cacciati i francesi dalla pianura per l'ennesima volta, le forze di Suvorov poterono dedicarsi in relativa tranquillità all'assedio di Tortona. Nel mentre le cose procedevano e Suvorov pianificava il futuro della sua campagna in Italia, mirando ad un'offensiva in Liguria e Provenza, nuovi ordini giunsero da Vienna: i russi dovevano spostarsi in Svizzera per aiutare le forze dell'Arciduca Carlo, impegnate contro il generale Massena. Le proteste del generale russo non servirono a nulla contro gli ordini dell'imperatore Francesco II e dello stesso zar Paolo I. Completato l'assedio i primi giorni di settembre, le forze russe si incamminarono alla volta del passo del San Gottardo ed iniziarono la nuova campagna sulle montagne elvetiche.

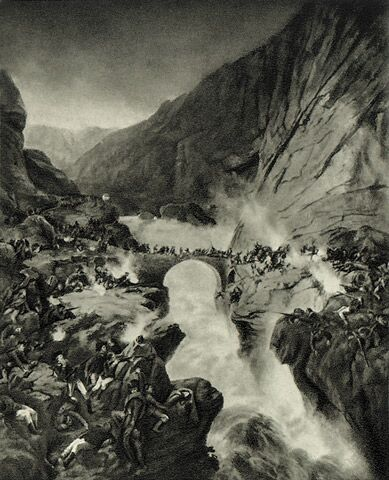
I russi di Suvorov affrontano i francesi sul Ponte del Diavolo, durante la loro campagna in Svizzera

Non si può negare che il teatro svizzero fosse moto più complicato di quello italiano: gli innumerevoli passi montani e le profonde gole rendevano l'intero territorio adatto ad imboscate e attacchi a sorpresa, oltre a ridurre enormemente la velocità di marcia delle truppe. Va inoltre detto che Massena era un ottimo generale ed aveva già avuto esperienza nella guerra di montagna, visto il suo passato nell'Armata d'Italia.
La decisione, apparentemente insensata, di allontanare le forze di Suvorov dall'Italia era dovuta mere considerazioni ed interessi di tipo politico e non militare. Thugut voleva che fosse l'Austria ad avere l'egemonia sul nord Italia e la vittoriosa campagna che Suvorov stava conducendo cozzava con tale progetto: le simpatie italiane si stavano accentrando sulla figura del generale russo, aumentando il peso politico della Russia in Italia. Allontanare immediatamente Suvorov avrebbe avuto l'effetto sperato di aumentare l'influenza austriaca sul territorio, riducendo però il potenziale bellico della coalizione.

### Championnet al comando
Mentre Suvorov abbandonava forzatamente la pianura Padana, dai valichi tra Piemonte e Francia iniziavano a giungere le forze dell'armata di Championnet, giunte in forte ritardo a causa di problemi di natura logistica. Championnet si diresse a sud, dove tentò, assieme a Moreau, di rallentare l'avanzata di von Melas, divenuto comandante delle forze alleate in Italia dopo l'addio dei russi, verso la fortezza di Cuneo, ultima roccaforte francese in Piemonte. Dopo un'iniziale vittoria delle forze di Grenier a Fossano, le forze francesi furono sconfitte proprio da Melas a Savigliano. Riuscita la congiunzione tra gli eserciti di Moreau e Championnet, von Melas decise di non attaccare, convinto che sarebbe potuto cadere in una trappola. Pertanto, si ritirò in direzione di Torino.

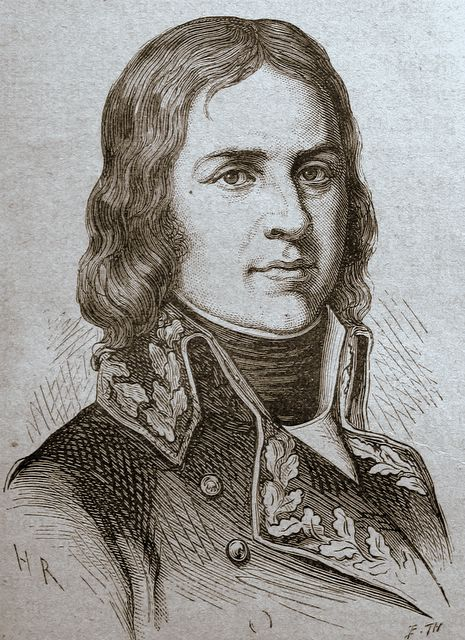
Jean Étienne Championnet

Allontanati gli imperiali da Cuneo, i francesi si radunarono. Il generale Moreau, che aveva momentaneamente preso il posto del defunto Joubert, accettò di lasciare il comando delle due armate al generale Championnet. La situazione dell'armata francese era infelice: il morale degli uomini era basso, le loro paghe ed i rifornimenti promessi tardavano ad arrivare, la disciplina e l'ordine iniziavano a venire a mancare. Championnet fece quanto possibile per rimettere la sua armata in una buona condizione usando i mezzi a lui disponibili.
Differentemente dai suoi predecessori, Championnet era un uomo più irruento ed era facilmente soggetto ad invidie e gelosie, che gli erano già costate in passato la guida dell'Armata di Napoli e diverse antipatie ai tempi della campagna del Reno, durante la guerra della Prima coalizione. Questo suo modo di essere influenzò le sue decisioni anche in questa campagna militare: il 9 ottobre, Napoleone era sbarcato in Francia, di ritorno della sua avventura egiziana, acclamato dalle genti come il salvatore della Francia. Desideroso di non perdere il comando dell'armata in favore del generale corso, Championnet programmò una nuova offensiva. L'obiettivo era di riguadagnare parte delle pianure piemontesi. Le motivazioni erano le seguenti: occorreva avere una testa di ponte per le operazioni dell'anno seguente; bisognava allontanare gli austriaci da Cuneo e tentare in ogni modo di mantenerne il possesso ed infine le scorte alimentari presenti in Liguria non erano più sufficienti a sostenere l'armata per l'intero inverno, quindi si poteva sopperire a tale problema sfruttando le risorse agricole prodotte in Piemonte.

### Saint-Cyr ed il fianco destro dell'esercito
Mentre Championnet occupava il centro dello schieramento per dirigere al meglio le operazioni, a Saint-Cyr venne affidato il comando dell'ala destra, che doveva occuparsi non solo di colpire gli austriaci nella zona di Novi e Alessandria, ma anche di proteggere una buona parte della Riviera di Levante ed in particolare Genova. Aveva a disposizione circa 16600 uomini, organizzati nelle divisioni di Watrin, Miollis, Dabrowsky e Laboissière.
Mentre il centro si preparava all'offensiva principale, la destra dell'esercito doveva impedire che giungessero i rinforzi da est. Il piano era di effettuare una serie di operazioni sufficientemente fastidiose da costringere gli austriaci a restare sul posto invece di frapporsi fisicamente tra le armate per impedire la congiunzione. Il 28 settembre, il quartier generale dell'ala destra dell'esercito fu stabilito nel capoluogo ligure. Mentre parte dei suoi uomini si era appostata a protezione della strada principale tra Novi e Genova, Saint-Cyr pianificava di liberarsi degli uomini di Klenau, affidati momentaneamente al suo sottoposto, il generale Karaczay,  e stanziati tra Pozzolo Formigaro e Novi.
Klenau, che si occupava della Riviera di Levante, nel periodo precedente si era dimostrato un generale attivo e particolarmente energico, impegnando più volte le forze di Miollis. Il 26 settembre aveva attaccato nuovamente, respingendo Miollis, sebbene quest'ultimo fosse riuscito a mantenere il possesso di Torriglia. Circa una settimana dopo, gli austriaci fecero ritorno ad Alessandria, con Watrin che si occupò di scacciare i resti della retroguardia e far bottino delle provviste che avevano lasciato sul posto. Saint-Cyr ordinò a Watrin di marciare, cercando di aggirare la posizione di Klenau e giungere alle sue spalle mentre le truppe di Dabrowsky e Miollis convergevano sul posto. Le due forze si scontrarono a metà ottobre e furono i francesi ad avere la meglio.
Cacciato Klenau, Miollis e Watrin si ritrovarono assieme. Quest'ultimo voleva inseguire Klenau in Toscana, sconfiggerlo nuovamente e prendere le città di Pisa e Lucca, in modo da poter pagare alla sua divisione cibo e vestiti. Miollis, con gli ordini di Saint-Cyr, impose a Watrin di muoversi verso la pianura piemontese per supportare la manovra di Championnet, come già previsto da tempo. Sebbene rallentate da piogge torrenziali, il 17 ottobre le forze di Watrin giunsero in pianura, dove attesero l'arrivo delle altre divisioni. Rimasero in osservazione della divisione di Karaczay.
Saint-Cyr si pentì di aver lasciato Watrin avanzare così tanto: intendeva occupare la posizione tra Alessandria e Tortona una volta che Karaczay si fosse spostato sull'altra sponda del Bormida. Ordinò a Laboissière di seguirlo la mattina del 24, fermandosi vicino senza impegnarsi e avvertendolo non appena incontrasse il nemico, così che le truppe di Dabrowsky e Watrin potessero convergere. Non si prevedeva che il nemico resistesse tra Bormida e Novi, ma una circostanza sconosciuta li portò a fermarsi tra Bosco e Basaluzzo: gli austriaci ricevettero rinforzi e Karaczay la notizia di una promozione. Laboissière, disobbedendo agli ordini, entrò subito in contatto con il nemico senza informare Saint-Cyr. Alle otto del mattino, Saint-Cyr disse a Watrin che, non avendo ricevuto rapporti, era sicuro che il nemico avesse attraversato il Bormida e si stesse preparando a marciare su Rivalta. Tuttavia, Watrin riferì di aver udito spari verso Pasturana, indicando che il nemico era ancora lì. Confuso dal silenzio di Laboissière, Saint-Cyr salì su una terrazza e confermò l'attività nemica.

## La battaglia

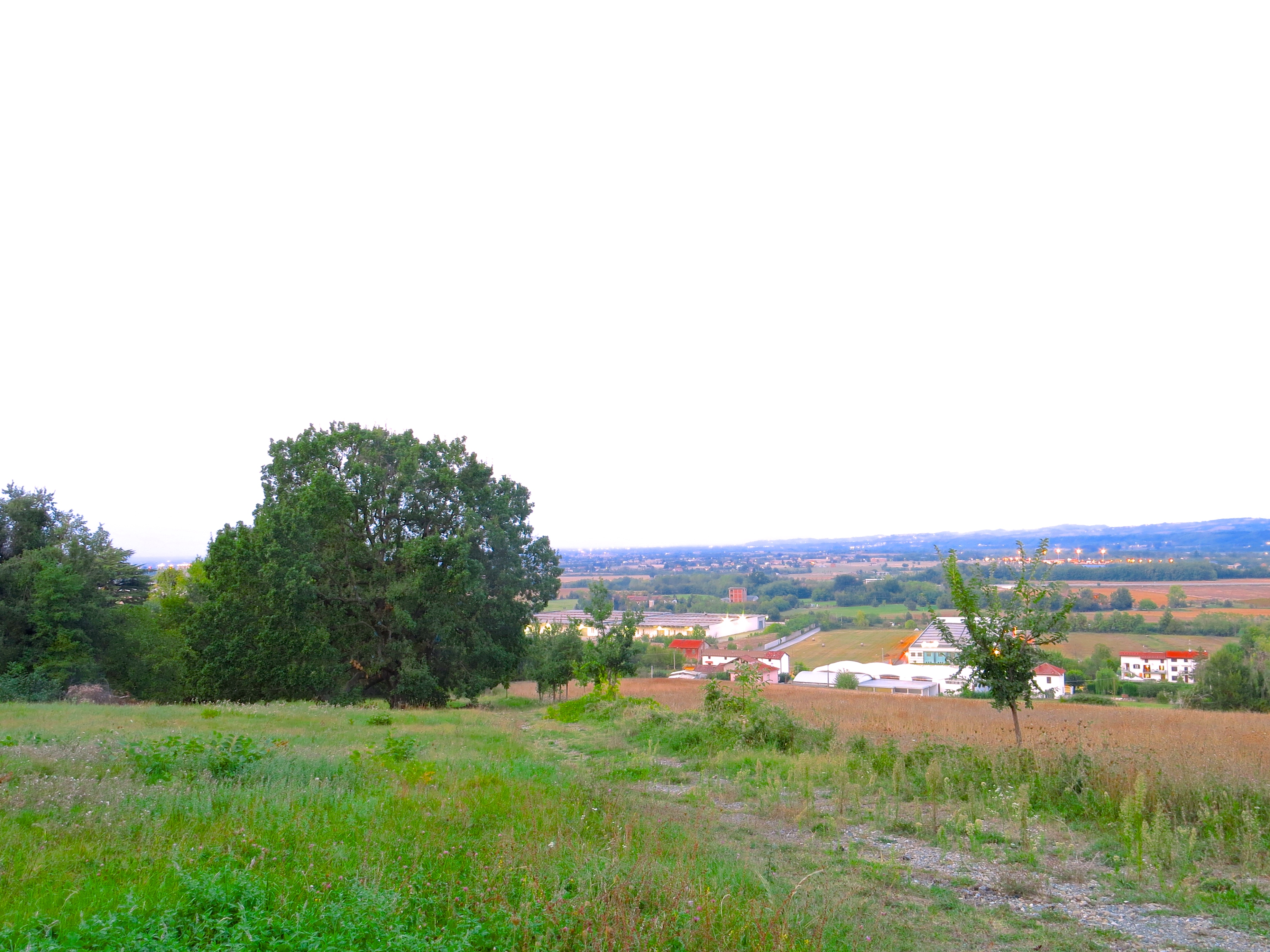
Pianura di fronte a Novi Ligure

Saint-Cyr ordinò a Dabrowsky di marciare subito verso Bosco, seguito da Watrin. Tuttavia, Watrin informò che solo una brigata era disponibile poiché l'altra era rimasta bloccata dal torrente ingrossato dalla pioggia. Saint-Cyr riconobbe il proprio errore e ordinò a Watrin di seguire Dabrowsky con la brigata disponibile. Dirigendosi verso Bosco, si trovarono nelle retrovie delle truppe di Karaczay, che stavano combattendo contro Laboissière. Saint-Cyr sperava che questo avrebbe dato loro un vantaggio strategico. La pianura era occupata dalla cavalleria nemica, complicando le comunicazioni. Saint-Cyr inviò tre ufficiali polacchi, tra cui Rozniesky, per comunicare a Laboissière di continuare a cedere terreno per attirare il nemico, in modo che le truppe francesi potessero attaccare da dietro. Saint-Cyr continuò verso Bosco, considerando il temporaneo successo di Karaczay un vantaggio. Arrivato vicino a Bosco, il nemico notò il movimento e si ritirò in fretta. Saint-Cyr decise di non attaccare fino all'arrivo delle truppe di Laboissière.

Saint-Cyr continuò la marcia verso Bosco, vedendo nel temporaneo successo di Karaczay un evento favorevole. Arrivato nei pressi di Bosco, notò che gli scontri erano cessati sul fronte di Laboissière. Il nemico, avendo notato il movimento di Saint-Cyr alle sue spalle, si ritirò in fretta. Saint-Cyr decise di non attaccare finché non fossero arrivate le truppe di Laboissière e mantenne la sua posizione mascherata il più possibile usando il terreno. Le truppe nemiche si schierarono davanti a Saint-Cyr. Sebbene sperassero nell'arrivo di Laboissière, videro i preparativi nemici per un attacco. Rozniesky riferì che Laboissière si era fermato sulle alture di Pasturana, nonostante gli ordini ricevuti, adducendo la stanchezza delle truppe e le perdite subite. Questo, insieme al ritardo di una brigata di Watrin, lasciò Saint-Cyr con metà delle sue forze, trasformando una situazione potenzialmente vincente in una molto pericolosa: si trovava in una vasta pianura senza supporto, artiglieria, o cavalleria, poiché Laboissière aveva portato con sé le poche armi disponibili. Il nemico schierò circa 6000 uomini, tra cui 2000 cavalieri e otto pezzi di artiglieria. Saint-Cyr aveva due opzioni: accettare lo scontro o ritirarsi. Ritirandosi, sarebbero stati rapidamente sopraffatti dalla cavalleria austriaca, causando una perdita morale significativa tra le truppe francesi e rafforzando il nemico. Data la gravità del pericolo, Saint-Cyr decise di agire audacemente attaccando la divisione di Karaczay senza artiglieria e cavalleria, sperando di mantenere il morale delle sue truppe e colpire quello nemico.

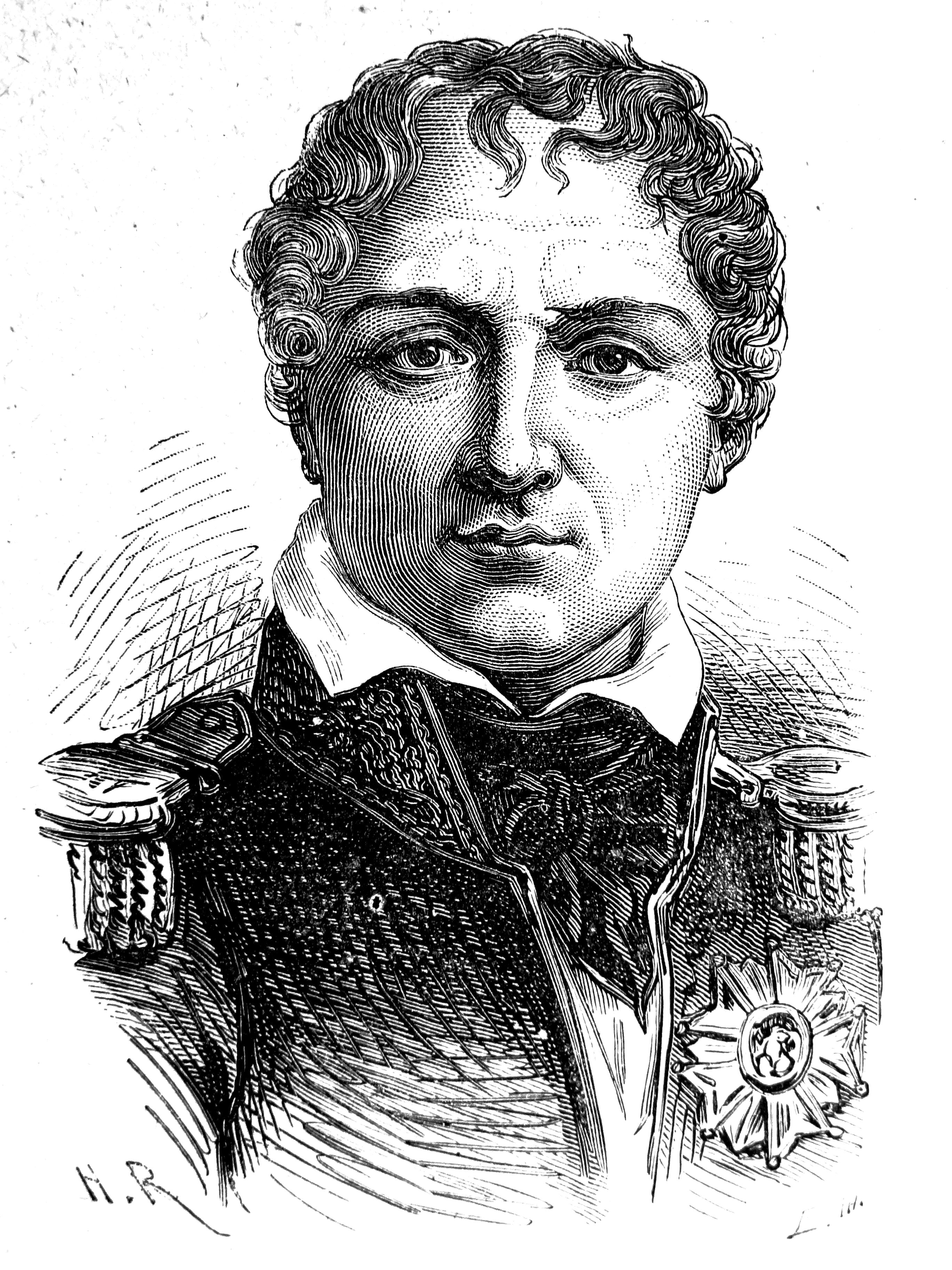
Laurent de Gouvion-Saint-Cyr

Saint-Cyr ordinò un attacco contro il nemico,  iniziando dal lato sinistro con il battaglione della 12ª semibrigata e concludendo con la 106ª, che avrebbe formato la destra e la riserva durante una parte dell'attacco. I capi della divisione francese erano sorpresi da questa manovra audace e, notando l'assenza di battaglioni o squadroni di riserva, erano preoccupati. Tuttavia, avevano grande fiducia nel loro generale e non esitarono. Non avevano cavalleria significativa, solo un piccolo plotone di cacciatori a destra e circa 18-20 lancieri polacchi a sinistra. Il 7° reggimento di cacciatori faceva da scorta al generale Saint-Cyr con solo 9 cavalieri. Inoltre, erano privi di artiglieria, ma durante i movimenti preparatori dietro un rilievo, alcuni artiglieri a cavallo portarono un obice al generale. Sfortunatamente i cavalli che trainavano il cannone erano troppo stanchi, una volta esaurite le forze, non vi fu modo di spostare ulteriormente il cannone, rimasto ai piedi di una collina. I francesi tentarono di usalo a mo' di obice ma al terzo colpo la canna del cannone si spezzò, rendendolo definitivamente inutilizzabile.
L'attacco degli austriaci iniziò in quel momento, con la cavalleria immediatamente portata in avanti. Nel centro, il generale Watrin mandò in avanti un battaglione, poi appoggiato da due battaglioni di D'Arnaud. Nonostante il pesante fuoco della batteria austriaca, i francesi, muovendosi compatti e aprendo il fuoco dei loro moschetti sulla cavalleria nemica, riuscirono a fermarne la carica. Prima di essere raggiunti dagli uomini di D'Arnaud, il battaglione di Watrin si era spinto così in avanti che, una volta giunti i rinforzi austriaci, erano stati sostanzialmente circondati. I francesi, tuttavia, ebbero il tempo di radunarsi e porre un'adeguata resistenza prima dell'arrivo dei loro commilitoni, i quali liberarono il battaglione dall'accerchiamento e rovesciarono i reparti di cavalleria austriaci.
Nella sinistra dello schieramento di Saint-Cyr, la Legione Polacca, al comando del generale Iablonowski, ebbe una sorte simile: avanzò contro la cavalleria, fu quasi circondata ma si salvò grazie all'intervento di un battaglione che, mirando al fianco destro austriaco, riuscì a creare una diversione sufficiente da permettere ai repubblicani di liberarsi dell'accerchiamento. A questo punto, con il centro e la sinistra in difficoltà, Saint-Cyr sciolse il 106° reggimento dalle sue funzioni di riserva e lo portò in avanti. Questo colpì la sinistra austriaca con ferocia ma con estremo ordine: gli austriaci furono mandati in rotta. Se la divisione di  Laboissière non fosse stata respinta, l'intero corpo austriaco sarebbe stato probabilmente preso prigioniero.

## Conseguenze
Karaczay, attaccato su tutti i lati, attraversò il Bormida in disordine, abbandonando 1000 prigionieri e 5 cannoni. Karaczay si stabilì, per mancanza di uomini, tra Tortona e San Giuliano, dove von Melas gli inviò rinforzi. Duhesme, che doveva spostarsi allo stesso tempo di Saint-Cyr, poté farlo solo il 1º novembre.
La divisione di  Laboissière tornò a Novi solo il giorno seguente, andando a sostituire la divisione di Watrin. Il comandante, sconfortato dagli eventi del giorno precedente era intenzionato a dimettersi ma Saint-Cyr lo rassicurò, convincendolo a rimanere al comando della divisione. Le forze di Saint-Cyr rimasero quindi in questa forte posizione difensiva a coprire il fianco destro dell'esercito di Championnet, impegnato a scendere nelle pianure piemontesi.
Tuttavia, il 4 novembre l'esercito di Championnet fu pesantemente sconfitto dalle forze di von Melas a Genola e costretto a ripiegare sulle posizioni precedentemente occupate, perdendo poi anche la roccaforte  di Cuneo, dopo un breve assedio. Pochi giorni dopo la sconfitta di Genola, le forze di Saint-Cyr furono coinvolte in nuovamente in una battaglia nei pressi di Novi contro gli uomini del generale Kray, uscendone vincitrici. Nonostante ciò, per evitare di rimanere intrappolate in pianura a causa delle nevicate invernali, decisero di ripiegare verso la costiera ligure.